# Sinopoda maculata
Sinopoda maculata – gatunek pająka z rodziny spachaczowatych i podrodziny Heteropodinae.

## Taksonomia
Gatunek ten opisany został po raz pierwszy w 2020 roku przez Elenę Grall i Petera Jägera na łamach „Zootaxa”. Jako miejsce typowe wskazano Park Narodowy Kinabalu na terenie malezyjskiego stanu Sabah. Epitet gatunkowy oznacza po łacinie „nakrapiana”.

## Morfologia
Jedyny zmierzony okaz jest samicą o ciele długości 5,3 mm przy prosomie długości 2,4 mm i szerokości 2,1 mm. U okazu przechowywanego w alkoholu karapaks jest żółtawobiały z brązowymi bokami z ciemnobrązowymi paskami, szczękoczułki, nogogłaszczki i odnóża są żółtawoszare z brązowym nakrapianiem, sternum białe z sześcioma dużymi, brązowymi plamkami, natomiast opistosoma (odwłok) z wierzchu żółtawoszara z brązową przepaską podłużną, po bokach żółtawobrązowo nakrapaiana, z tyłu brązowa z białą łatką, a od spodu żółtawobiała z brązowym nakrapianiem. Oczy wszystkich par są wykształcone. Szczękoczułki mają trzy zęby na krawędzi przedniej i cztery na tylnej. Genitalia samicy mają szersze niż dłuższe pole epigynalne pozbawione pasm przednich i sensillów szczeliniastych, przegrodę na przedzie pośrodku wciętą, zlane płaty boczne pozbawione wcięcia pośrodku tylnej krawędzi, dłuższy niż szerszy układ kanalików wewnętrznych, szersze w tyle niż na przedzie spermateki oraz wąskie przewody zapładniające. 

## Rozprzestrzenienie
Pająk orientalny, endemiczny dla Malezji, znany tylko z lokalizacji typowej na terenie stanu Sabah. Odnaleziony został w ściółce na wysokości 1550 m n.p.m.